# يو إف سي 5
يو إف سي 5: عودة الوحش (بالإنجليزية: UFC 5: The Return of the Beast)‏ هو حدث لفنون القتال المختلطة نظمته يو إف سي، أُقيم في 7 أبريل 1995، على مدرج بوجانجليس في شارلوت، كارولاينا الشمالية، الولايات المتحدة.